# Narrenschopf Bad Dürrheim

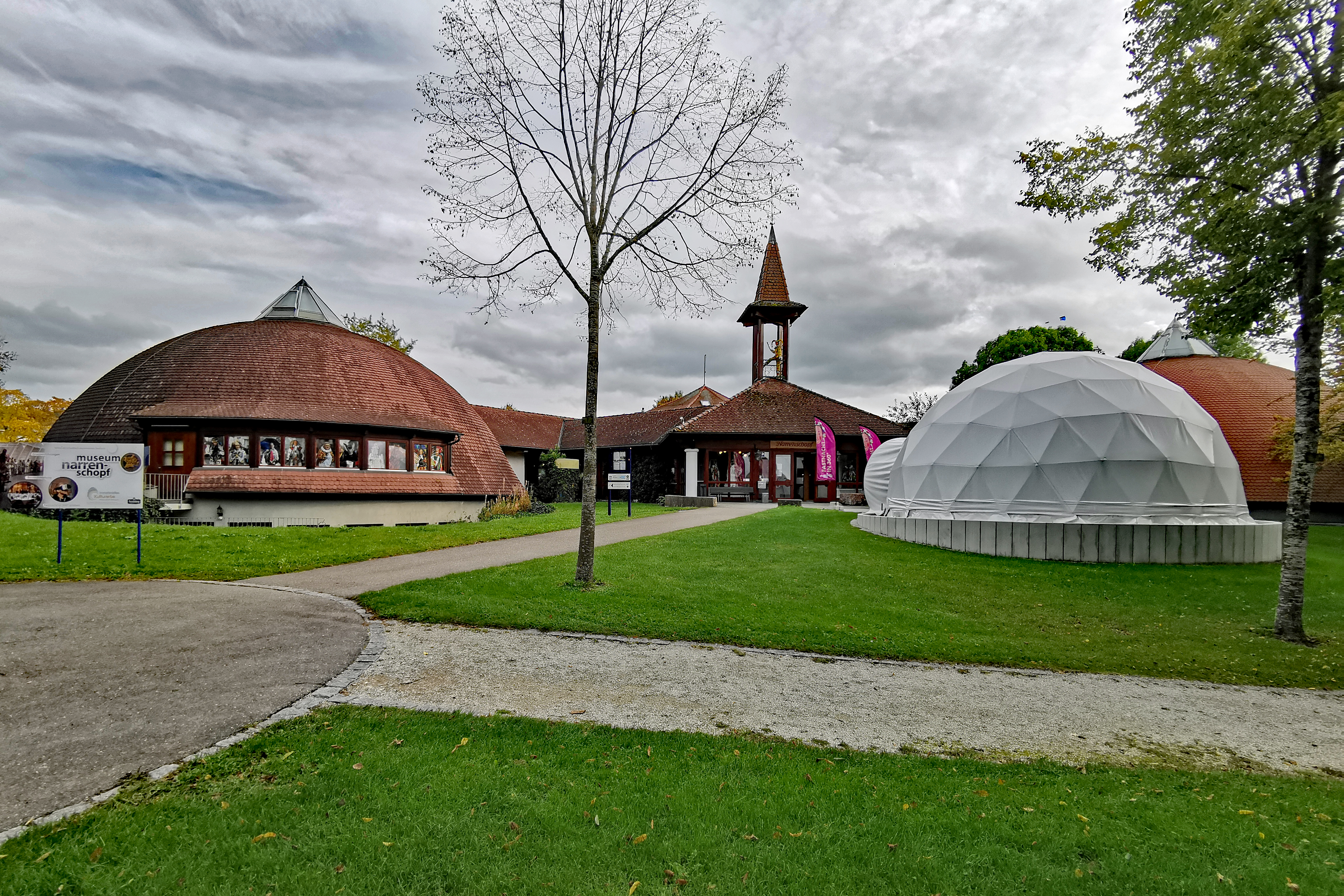
Narrenschopf

Der Narrenschopf ist ein Museum in Bad Dürrheim, das sich mit dem Brauchtum der schwäbisch-alemannischen Fastnacht beschäftigt.
Der Narrenschopf wurde am 5. Mai 1973 eröffnet. Er ist in drei halbkugelförmigen Solebehältern der ehemaligen Rottweiler Saline aus der Zeit um 1830 untergebracht. Ausgestellt sind vor allem Narrenkleider (Narrenhäser) und Gesichtsmasken (Larven) der Narrenzünfte, die Mitglied in der Vereinigung Schwäbisch-Alemannischer Narrenzünfte (VSAN) sind. Nach eigenen Angaben ist der Narrenschopf das größte Museum der schwäbisch-alemannischen Fastnacht in Deutschland. 380 lebensgroße Fastnachtsfiguren, überwiegend aus Baden-Württemberg und der Deutschschweiz, aus den acht Landschaften der Vereinigung Schwäbisch-Alemannischer Narrenzünfte werden gezeigt. Vor dem Narrenschopf steht das so genannte Narretarium – eine Leichtbau-Kuppel, in der sich ein 360-Grad-Rundumkino befindet. Betreiber des Narrenschopfes sind der Verein Narrenschopf Bad Dürrheim e. V. und die Vereinigung Schwäbisch-Alemannischer Narrenzünfte. Der Narrenschopf wurde mit einem finanziellen Aufwand von 830.000 Euro saniert und im Januar 2012 wiedereröffnet. Im Zuge der Sanierung wurde auch die Dauerausstellung modernisiert und neu gestaltet. Die Kulturwissenschaftlerin Saray Paredes-Zavala, die in Freiburg europäische Ethnologie studiert hat, und die Diplombetriebswirtin Ilka Diener leiten die Einrichtung gemeinsam. Zum Narrenschopf gehört auch ein Café, das verpachtet ist, die jüngste Ausstellungskuppel wird für Veranstaltungen vermietet.